# 新塞利夫卡 (扎波羅熱區)

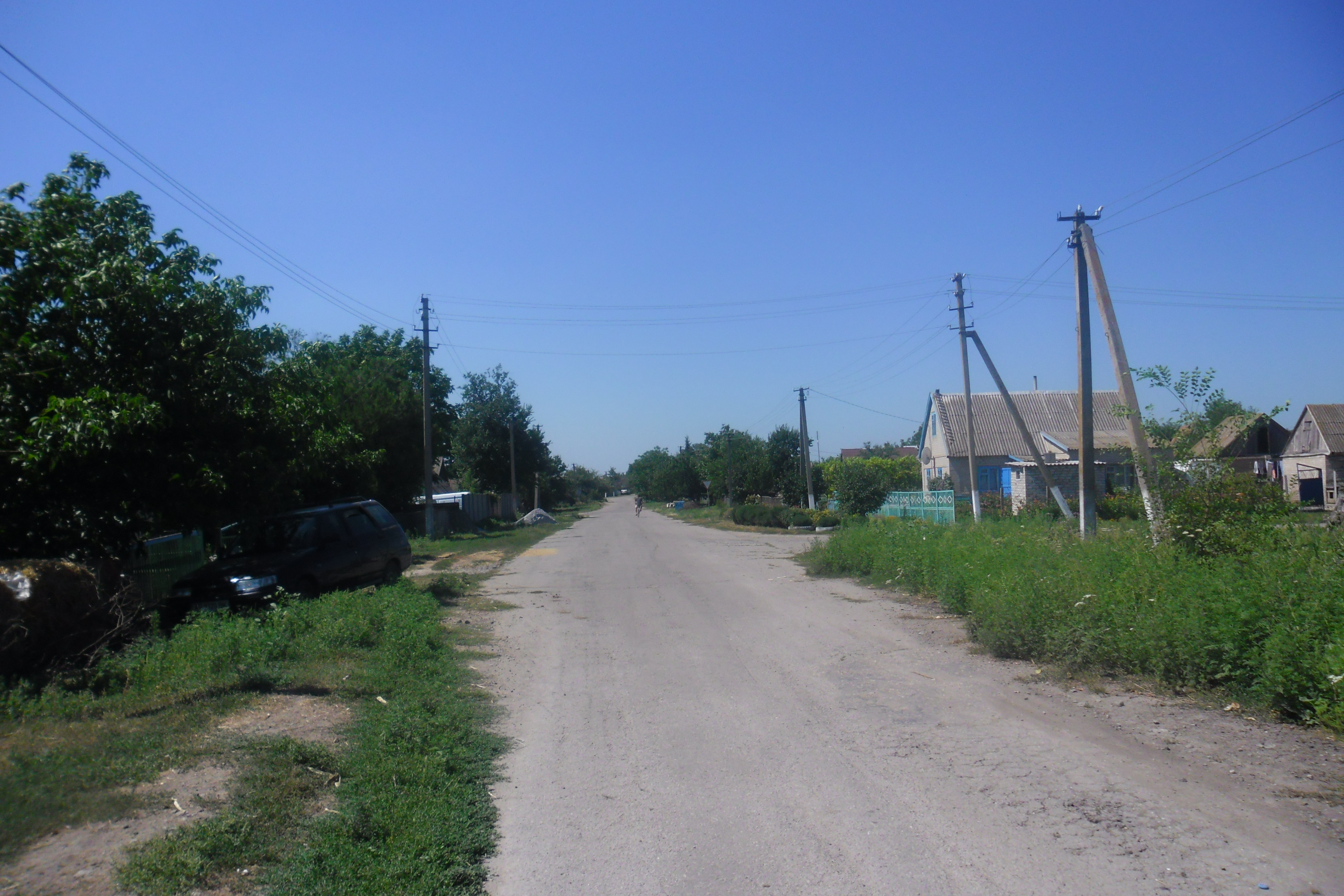

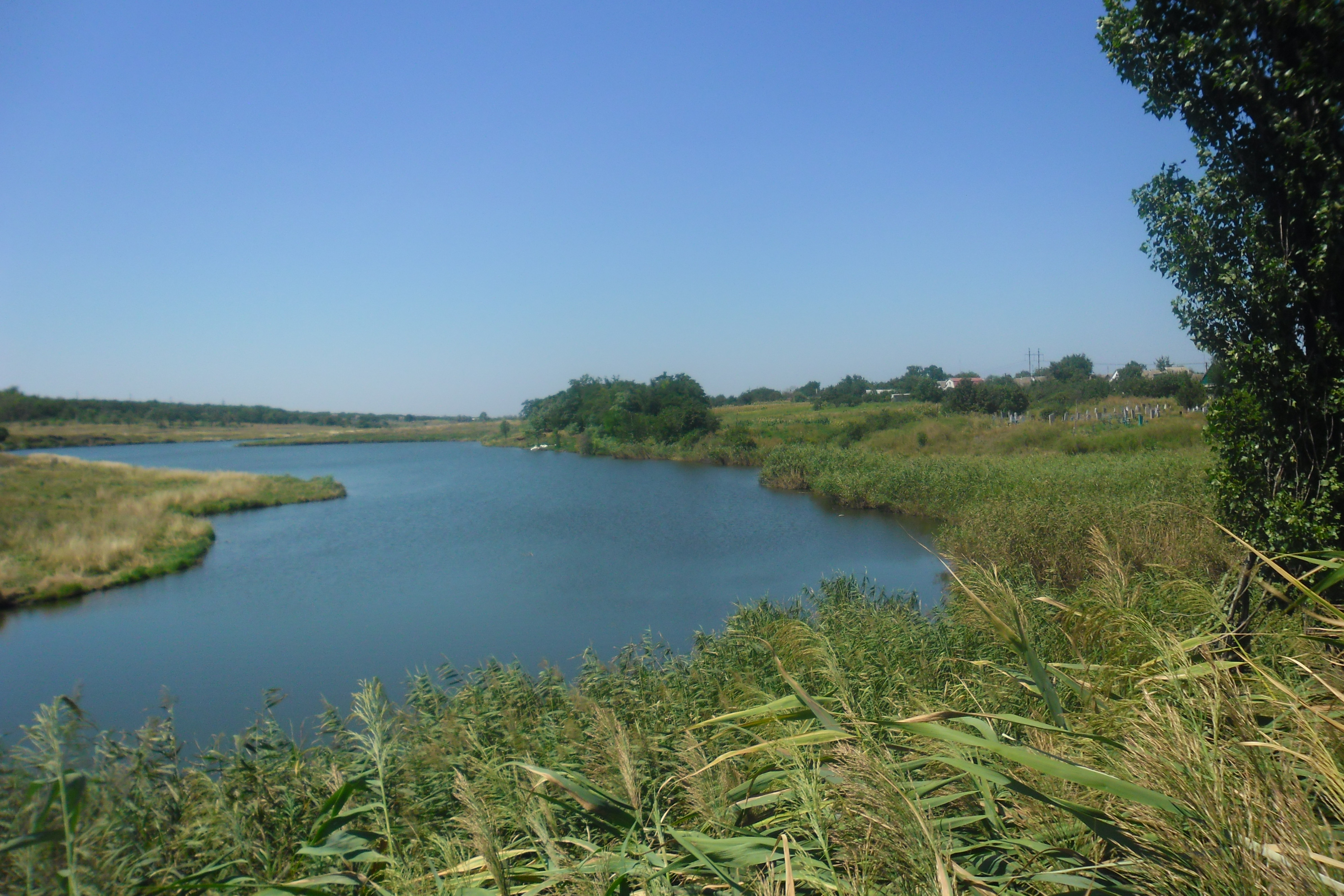

新塞利夫卡（烏克蘭語：Новоселівка），是烏克蘭東南部扎波羅熱州扎波羅熱區巴甫利夫斯凱市镇内的村落。處於維利尼揚卡河右岸，距離比利亞伊夫卡1.5公里，始建於1890年，面積0.212平方公里，海拔高度112米，2001年人口180。